# Walerian Płatonow
Walerian Płatonowicz Płatonow (ros. Валериан Платонович Платонов; ur. 15 marca 1809, zm. 22 grudnia 1893 w Paryżu) – generał armii rosyjskiej, zarządzający kancelarią Namiestnika Królestwa Kongresowego w 1859 roku.

## Życiorys
Syn Płatona Zubowa, faworyta carycy Katarzyny II. 
Był członkiem Rady Państwa oraz sekretarzem stanu do spraw Królestwa Polskiego, członek Rady Stanu Królestwa Kongresowego. Członek Senatu, szambelan. 
W 1850 r., po ślubie z Teodorą z Nowakowskich Drzewiecką córką Stanisława Kostki Nowakowskiego został właścicielem miasta Biłgoraj. W 1864 odsprzedał go rządowi rosyjskiemu.
W latach 80. popadł w konflikt z księciem Michaiłem Gorczakowem (zmarłym w 1861 roku),  wskutek czego opuścił Rosję i osiadł w Paryżu. 
Archiwum prywatne Waleriana Płatonowa zawierające wiele dokumentów na jego temat znajduje się w Instytucie im.Józefa Piłsudskiego w Nowym Jorku.
Odznaczony Orderem Świętego Stanisława 1. klasy, Orderem Świętego Włodzimierza 3. klasy, Orderem Świętej Anny 2. klasy, znakiem honorowym za XXV lat nieskazitelnej służby.